# Parlamento de Ravenica (1209)
O Primeiro Parlamento de Ravenica foi convocado em maio de 1209 pelo imperador latino Henrique de Flandres (r. 1205–1216) na cidade de Ravenica na Grécia Central em uma tentativa de resolver a rebelião dos barões lombardos do Reino de Salonica, que opunham-se à elevação de Demétrio (r. 1207–1224), filho do falecido Bonifácio de Monferrato (r. 1192–1207), como rei. Exceto os nobres do sul da Grécia, apenas Amadeu Pofey

## Antecedentes
Após a captura de Constantinopla na Quarta Cruzada em abril de 1204, o estabelecimento do Império Latino sobre as ruínas do Império Bizantino e o tratado de partilha dos territórios do último entre os líderes cruzados, grande parte da Grécia foi relativamente rapidamente tomada pelos cruzados. Bonifácio de Monferrato (r. 1192–1207) estabeleceu o Reino de Salonica no no norte e leste da Grécia, e deu feudos para seus apoiantes na Tessália e Grécia Central. Mais ao sul, o Peloponeso foi conquistado por Guilherme de Champlite (r. 1205–1209) e Godofredo I de Vilearduin (r. 1209/1210–c. 1229), estabelecendo o Principado de Acaia sob suserania de Salonica. Apenas o Epiro permaneceu em mãos gregas, com Miguel I Comneno Ducas (r. 1205–1215) estabeleceu um principado separado ali.
Bonifácio de Monferrato foi morto lutando contra os búlgaros em 1207, deixando o trono para seu infante Demétrio (r. 1207–1224). Os poderosos barões lombardos, contudo, sob a regência de Umberto II de Biandrate, opuseram-se a Demétrio e sua mãe Margarida da Hungria, e preferiu que o trono passasse para irmão de Bonifácio, Guilherme VI (r. 1207–1226). Eles então opuseram-se ao imperador latino, Henrique de Flandres, e exigiram soberania sobre grande parte dos territórios europeus do Império Bizantino para Salonica. Henrique conseguiu manobrar os barões lombardos e em janeiro coroou Demétrio rei, mas Biandrate e os barões lombardos lançaram uma rebelião através do reino. Henrique aprisionou Biandrate em Serres e marchou para sul através da Tessália, superando a oposição dos barões em Lárissa. Henrique tratou a rendição dos barões com leniência, permitindo-os manter seus feudos. Mas a rebelião não foi terminada, com os barões da Grécia Central e Eubeia ainda opondo-se ao imperador.

## Parlamento e rescaldo
Esperando terminar o conflito rapidamente e sem mais derramamentos de sangue, Henrique convocou um parlamento no vale de Ravenica, uma cidade próxima de Lâmia, em maio de 1209. Dos barões lombardos apenas Amadeu Pofey apareceu, e ele foi perdoado e reinvestido com seu feudo. Os outros persistiram em sua rebelião e mantiveram-se em seus castelos. O parlamento, contudo, reuniu os nobres francos restantes do sul da Grécia, tais como Otão de la Roche, senhor de Tebas e Atenas, e Godofredo de Vilearduin, agora príncipe da Acaia. Henrique recebeu Vilearduin como seu vassalo, assim subordinando a Acaia diretamente a Constantinopla em vez de Salonica, e nomeou-o senescal do Império Latino.
Após receber reconhecimento imperial de seu título, Vilearduin também assegurou sua posição cara a cara à República de Veneza ao tornar-se seu vassalo no Tratado de Sapienza em junho. Henrique então recomeçou sua marcha para sul, forçou a submissão de Albertino de Canossa e Ravano dalle Carceri em Tebas, e foi para Atenas. Biandrate escapou no meio tempo e dirigiu-se para Eubeia, onde Henrique seguiu-o. Biandrate tentou assassinar o imperador, mas Henrique foi protegido por Ravano, senhor do Negroponte. Biandrate foi finalmente forçado a capitular, ponto um fim à rebelião lombarda.